# Basketball-Europameisterschaft der Damen 2021
Die Basketball-Europameisterschaft 2021 der Damen (offiziell: EuroBasket Women 2021) war die 38. Austragung des Wettbewerbs. Sie fand vom 17. Juni bis zum 27. Juni 2021 in Frankreich und Spanien statt und wurde von der FIBA Europa organisiert.

## Qualifikation
Die Qualifikationsspiele wurden im Zeitraum vom 14. November 2020 bis zum 6. Februar 2021 ausgetragen.

## Austragungsorte
Es wurde in einer französischen und einer spanischen Arena gespielt.
| Straßburg |

| Valencia |

| Straßburg |

| Valencia |

## Vorrunde
In der Vorrunde spielten jeweils vier Mannschaften in vier Gruppen gegeneinander. Der Sieger eines Spiels erhielt zwei Punkte, der Verlierer einen Punkt. Stand ein Spiel am Ende der regulären Spielzeit unentschieden, so erfolgte eine Verlängerung.
| Lostopf 1                                  | Lostopf 2                                   | Lostopf 3                                    | Lostopf 4                                                      |
| ------------------------------------------ | ------------------------------------------- | -------------------------------------------- | -------------------------------------------------------------- |
| - Spanien - Frankreich - Serbien - Belgien | - Schweden - Russland - Slowenien - Italien | - Belarus - Tschechien - Montenegro - Türkei | - Slowakei - Kroatien - Bosnien und Herzegowina - Griechenland |

Legende:
|  | für Viertelfinale qualifiziert         |
|  | Qualifikationsspiele für Viertelfinale |

### Gruppe A – Valencia
Tabelle
| Platz | Team     | Spiele | Siege | Niederl. | Körbe   | Punkte | Diff. |
| ----- | -------- | ------ | ----- | -------- | ------- | ------ | ----- |
| 1     | Belarus  | 3      | 2     | 1        | 185:163 | 5      | +22   |
| 2     | Spanien  | 3      | 2     | 1        | 220:169 | 5      | +51   |
| 3     | Schweden | 3      | 1     | 2        | 183:211 | 4      | −28   |
| 4     | Slowakei | 3      | 1     | 2        | 176:221 | 4      | −45   |

Spiele
| Spiel | Datum               | Team 1   | Team 2   | 1. Q. | 2. Q. | 3. Q. | 4. Q. | Verl. | Ergebnis |
| ----- | ------------------- | -------- | -------- | ----- | ----- | ----- | ----- | ----- | -------- |
| A1    | 17. Juni 2021 12:00 | Schweden | Slowakei | 20:11 | 13:13 | 25:6  | 16:27 | –     | 74:57    |
| A2    | 17. Juni 2021 21:00 | Belarus  | Spanien  | 14:9  | 7:13  | 14:11 | 18:18 | –     | 53:51    |
| A3    | 18. Juni 2021 18:00 | Slowakei | Belarus  | 13:14 | 15:12 | 11:11 | 19:17 | –     | 58:54    |
| A4    | 18. Juni 2021 21:00 | Spanien  | Schweden | 21:9  | 26:8  | 11:18 | 18:20 | –     | 76:55    |
| A5    | 20. Juni 2021 15:00 | Schweden | Belarus  | 18:25 | 11:15 | 13:17 | 12:21 | –     | 54:78    |
| A6    | 20. Juni 2021 21:00 | Spanien  | Slowakei | 21:13 | 18:19 | 25:13 | 29:16 | –     | 93:61    |

### Gruppe B – Valencia
Tabelle
| Platz | Team         | Spiele | Siege | Niederl. | Körbe   | Punkte | Diff. |
| ----- | ------------ | ------ | ----- | -------- | ------- | ------ | ----- |
| 1     | Serbien      | 3      | 3     | 0        | 258:207 | 6      | +51   |
| 2     | Italien      | 3      | 2     | 1        | 235:214 | 5      | +21   |
| 3     | Montenegro   | 3      | 1     | 2        | 206:219 | 4      | −13   |
| 4     | Griechenland | 3      | 0     | 3        | 173:232 | 3      | −59   |

Spiele
| Spiel | Datum               | Team 1       | Team 2       | 1. Q. | 2. Q. | 3. Q. | 4. Q. | Verl. | Ergebnis   |
| ----- | ------------------- | ------------ | ------------ | ----- | ----- | ----- | ----- | ----- | ---------- |
| B1    | 17. Juni 2021 15:00 | Montenegro   | Griechenland | 24:16 | 20:13 | 13:18 | 13:8  | –     | 70:55      |
| B2    | 17. Juni 2021 18:00 | Serbien      | Italien      | 19:19 | 18:20 | 15:18 | 22:17 | 12:7  | 86:81 (OV) |
| B3    | 18. Juni 2021 12:00 | Griechenland | Serbien      | 13:17 | 3:23  | 21:25 | 14:20 | –     | 51:85      |
| B4    | 18. Juni 2021 15:00 | Italien      | Montenegro   | 25:17 | 9:10  | 25:17 | 18:17 | –     | 77:61      |
| B5    | 20. Juni 2021 12:00 | Montenegro   | Serbien      | 24:19 | 15:26 | 19:21 | 17:21 | –     | 75:87      |
| B6    | 20. Juni 2021 18:00 | Italien      | Griechenland | 21:13 | 20:11 | 17:23 | 19:20 | –     | 77:67      |

### Gruppe C – Straßburg
Tabelle
| Platz | Team                    | Spiele | Siege | Niederl. | Körbe   | Punkte | Diff. |
| ----- | ----------------------- | ------ | ----- | -------- | ------- | ------ | ----- |
| 1     | Belgien                 | 3      | 2     | 1        | 210:188 | 5      | +22   |
| 2     | Bosnien und Herzegowina | 3      | 2     | 1        | 215:200 | 5      | +15   |
| 3     | Slowenien               | 3      | 2     | 1        | 220:220 | 5      | 0     |
| 4     | Türkei                  | 3      | 0     | 3        | 162:199 | 3      | −37   |

Spiele
| Spiel | Datum               | Team 1                  | Team 2                  | 1. Q. | 2. Q. | 3. Q. | 4. Q. | Verl. | Ergebnis |
| ----- | ------------------- | ----------------------- | ----------------------- | ----- | ----- | ----- | ----- | ----- | -------- |
| C1    | 17. Juni 2021 15:00 | Bosnien und Herzegowina | Belgien                 | 19:11 | 11:17 | 21:19 | 19:8  | –     | 70:55    |
| C2    | 17. Juni 2021 18:00 | Slowenien               | Türkei                  | 19:16 | 17:11 | 17:15 | 19:5  | –     | 72:47    |
| C3    | 18. Juni 2021 12:00 | Türkei                  | Bosnien und Herzegowina | 8:17  | 18:10 | 18:11 | 10:26 | –     | 54:64    |
| C4    | 18. Juni 2021 15:00 | Belgien                 | Slowenien               | 25:14 | 30:15 | 18:15 | 19:13 | –     | 92:57    |
| C5    | 20. Juni 2021 12:00 | Bosnien und Herzegowina | Slowenien               | 25:23 | 12:31 | 21:20 | 23:17 | –     | 81:91    |
| C6    | 20. Juni 2021 15:00 | Türkei                  | Belgien                 | 15:16 | 16:25 | 14:10 | 16:12 | –     | 61:63    |

### Gruppe D – Straßburg
Tabelle
| Platz | Team       | Spiele | Siege | Niederl. | Körbe   | Punkte | Diff. |
| ----- | ---------- | ------ | ----- | -------- | ------- | ------ | ----- |
| 1     | Frankreich | 3      | 3     | 0        | 261:173 | 6      | +88   |
| 2     | Russland   | 3      | 2     | 1        | 205:216 | 5      | −11   |
| 3     | Kroatien   | 3      | 1     | 2        | 209:234 | 4      | −25   |
| 4     | Tschechien | 3      | 0     | 3        | 176:228 | 3      | −52   |

Spiele
| Spiel | Datum               | Team 1     | Team 2     | 1. Q. | 2. Q. | 3. Q. | 4. Q. | Verl. | Ergebnis |
| ----- | ------------------- | ---------- | ---------- | ----- | ----- | ----- | ----- | ----- | -------- |
| D1    | 17. Juni 2021 12:00 | Russland   | Tschechien | 16:14 | 22:19 | 22:18 | 13:18 | –     | 73:69    |
| D2    | 17. Juni 2021 20:45 | Frankreich | Kroatien   | 26:25 | 24:15 | 29:12 | 26:11 | –     | 105:63   |
| D3    | 18. Juni 2021 18:00 | Kroatien   | Russland   | 19:22 | 14:14 | 16:25 | 13:12 | –     | 62:73    |
| D4    | 18. Juni 2021 20:45 | Tschechien | Frankreich | 14:18 | 15:14 | 12:20 | 10:19 | –     | 51:71    |
| D5    | 20. Juni 2021 18:00 | Tschechien | Kroatien   | 22:27 | 11:15 | 12:30 | 11:12 | –     | 56:84    |
| D6    | 20. Juni 2021 20:45 | Frankreich | Russland   | 14:19 | 20:4  | 21:25 | 30:11 | –     | 85:59    |

## Finalrunde

### Qualifikation für das Viertelfinale
| Datum               | Ort       | Team 1                  | Team 2     | 1. Q. | 2. Q. | 3. Q. | 4. Q. | Verl. | Ergebnis |
| ------------------- | --------- | ----------------------- | ---------- | ----- | ----- | ----- | ----- | ----- | -------- |
| 21. Juni 2021 18:00 | Valencia  | Italien                 | Schweden   | 11:19 | 9:11  | 17:15 | 9:19  | –     | 46:64    |
| 21. Juni 2021 18:00 | Straßburg | Bosnien und Herzegowina | Kroatien   | 19:18 | 14:18 | 19:14 | 28:19 | –     | 80:69    |
| 21. Juni 2021 21:00 | Straßburg | Russland                | Slowenien  | 28:13 | 21:16 | 25:25 | 19:21 | –     | 93:75    |
| 21. Juni 2021 21:00 | Valencia  | Spanien                 | Montenegro | 26:18 | 19:9  | 21:14 | 12:10 | –     | 78:51    |

### Turnierbaum
|  | Viertelfinale           | Viertelfinale |            |          | Halbfinale       | Halbfinale |  |  | Finale   | Finale   |
|  |                         |               |            |          |                  |            |  |  |          |          |
|  | 23. Juni                |               |            |          |                  |            |  |  |          |          |
|  | Belarus                 | 58            |            |          |                  |            |  |  |          |          |
|  | Belarus                 | 58            | 26. Juni   |          |                  |            |  |  |          |          |
|  | Schweden                | 46            |            |          |                  |            |  |  |          |          |
|  | Schweden                | 46            | Belarus    | 61       |                  |            |  |  |          |          |
|  |                         |               | Belarus    | 61       |                  |            |  |  |          |          |
|  |                         | Frankreich    | 73         |          |                  |            |  |  |          |          |
|  | Frankreich              | Frankreich    | 73         | 80       |                  |            |  |  |          |          |
|  | Frankreich              |               |            | 80       |                  |            |  |  |          |          |
|  | Bosnien und Herzegowina | 67            |            | 27. Juni | 27. Juni         |            |  |  |          |          |
|  | 23. Juni                | 23. Juni      | Frankreich | 54       |                  |            |  |  |          |          |
|  | 23. Juni                | 23. Juni      |            | Serbien  | 63               |            |  |  |          |          |
|  | Serbien                 | 71            |            |          |                  |            |  |  |          |          |
|  | Spanien                 | 64            |            |          |                  |            |  |  |          |          |
|  | Spanien                 | 64            | Serbien    | 74       |                  |            |  |  |          |          |
|  |                         |               | Serbien    | 74       | Spiel um Platz 3 |            |  |  |          |          |
|  |                         | Belgien       | 73         |          |                  |            |  |  |          |          |
|  | Belgien                 | Belgien       | 73         | 85       | Belarus          | 69         |  |  |          |          |
|  | Belgien                 | 26. Juni      |            | 85       | Belarus          | 69         |  |  |          |          |
|  | Russland                | 83            |            | Belgien  | 77               |            |  |  |          |          |
|  | Russland                | 83            |            |          | 77               |            |  |  |          |          |
|  | 23. Juni                | 23. Juni      |            |          |                  |            |  |  | 27. Juni | 27. Juni |

### Viertelfinale
| Datum               | Ort      | Team 1     | Team 2                  | 1. Q. | 2. Q. | 3. Q. | 4. Q. | Verl. | Ergebnis   |
| ------------------- | -------- | ---------- | ----------------------- | ----- | ----- | ----- | ----- | ----- | ---------- |
| 23. Juni 2021 18:00 | Valencia | Belarus    | Schweden                | 15:10 | 11:4  | 19:17 | 13:15 | –     | 58:46      |
| 23. Juni 2021 18:00 | Staßburg | Frankreich | Bosnien und Herzegowina | 18:16 | 21:15 | 24:16 | 17:20 | –     | 80:67      |
| 23. Juni 2021 20:45 | Staßburg | Serbien    | Spanien                 | 13:15 | 10:12 | 20:16 | 19:19 | 9:2   | 71:64 (OT) |
| 23. Juni 2021 21:00 | Valencia | Belgien    | Russland                | 21:12 | 22:9  | 21:12 | 23:16 | –     | 87:49      |

### Plätze 5 bis 8
| Datum               | Ort      | Team 1   | Team 2                  | 1. Q. | 2. Q. | 3. Q. | 4. Q. | Verl. | Ergebnis |
| ------------------- | -------- | -------- | ----------------------- | ----- | ----- | ----- | ----- | ----- | -------- |
| 26. Juni 2021 12:00 | Valencia | Schweden | Bosnien und Herzegowina | 10:25 | 21:30 | 19:11 | 13:16 | –     | 63:82    |
| 26. Juni 2021 15:00 | Valencia | Spanien  | Russland                | 17:12 | 16:18 | 14:19 | 27:29 | –     | 74:78    |

### Halbfinale
| Datum               | Ort      | Team 1  | Team 2     | 1. Q. | 2. Q. | 3. Q. | 4. Q. | Verl. | Ergebnis |
| ------------------- | -------- | ------- | ---------- | ----- | ----- | ----- | ----- | ----- | -------- |
| 26. Juni 2021 18:00 | Valencia | Belarus | Frankreich | 18:20 | 12:18 | 17:18 | 14:16 | –     | 61:73    |
| 26. Juni 2021 21:00 | Valencia | Serbien | Belgien    | 23:17 | 9:19  | 22:19 | 20:18 | –     | 74:73    |

### Spiel um Platz 3
| Datum               | Ort      | Team 1  | Team 2  | 1. Q. | 2. Q. | 3. Q. | 4. Q. | Verl. | Ergebnis |
| ------------------- | -------- | ------- | ------- | ----- | ----- | ----- | ----- | ----- | -------- |
| 27. Juni 2021 18:00 | Valencia | Belarus | Belgien | 13:23 | 17:17 | 19:21 | 20:16 | –     | 69:77    |

### Endspiel
| Datum               | Ort      | Team 1     | Team 2  | 1. Q. | 2. Q. | 3. Q. | 4. Q. | Verl. | Ergebnis |
| ------------------- | -------- | ---------- | ------- | ----- | ----- | ----- | ----- | ----- | -------- |
| 27. Juni 2021 21:00 | Valencia | Frankreich | Serbien | 11:14 | 15:17 | 14:17 | 14:15 | –     | 54:63    |